# Déli fehérarcú gibbon
A déli fehérarcú gibbon (Nomascus siki) egy gibbonfaj, mely Vietnamban és Laoszban él.

## Életmódja
Mint minden gibbon, ők is a fákon élnek. Táplálkozása főleg levelek, gyümölcsök, virágok. A fajt a veszélyeztetett kategóriába sorolják.